# Tarja-Tuulikki Tarsala
Tarja-Tuulikki Tarsala (4 de septiembre de 1937 – 9 de mayo de 2007) fue una actriz finlandesa.

## Biografía
Nacida en Helsinki, Finlandia, empezó a actuar en el teatro televisado de Yleisradio en 1963, inmediatamente después de graduarse en la Academia de Teatro de la Universidad de las Artes de Helsinki. En la televisión interpretó el que quizás fue su papel más reconocido, el de la esposa de Pasi en la miniserie dirigida por Mikko Niskanen Kahdeksan surmanluotia (1972).
Su carrera cinematográfica se inició en los años 1960 y se extendió hasta la primera década del siglo XXI. Trabajó en algunas películas de la series dedicadas a Uuno Turhapuro y a Vääpeli Körmy. Entre sus últimas cintas figuran Bad Luck Love (2000), por la cual recibió un Premio Jussi, Populäärimusiikkia Vittulajänkältä (2004), Suden vuosi (2007) y Miehen Työ (2007).
Graduada a finales de los años 1970 en la escuela teatral, trabajó como directora y actriz desde la década de 1980 como artista independiente, colaborando con los teatros Intimiteatteri y Lilla Teatern de Helsinki, y con el Kaupunginteatteri de Lahti.
Además de actriz, Tarsala formó parte del trío musical femenino Stidit, siendo sus compañeras Liisamaija Laaksonen y Iris-Lilja Lassila. La canción más conocida del grupo fue "Pienenä tyttönä" (1969).
Por su trayectoria artística, en el año 1998 fue premiada con la concesión de la Medalla Pro Finlandia.
Tarja-Tuulikki Tarsala falleció en Helsinki en el año 2007. Había estado casada con el director y actor Ere Kokkonen (1960–1970), así como con el periodista Sauli Salmi desde 1973.

## Filmografía (selección)
- 1966 : Millipilleri
- 1966 : Paha kulkee (telefilm)
- 1967 : Pähkähullu Suomi
- 1968 : Rottasota
- 1969 : Näköradiomiehen ihmeelliset siekailut
- 1972 : Kahdeksan surmanluotia (miniserie TV)
- 1972 : Hiekkakuningas (telefilm)
- 1973 : Rautatie (telefilm)
- 1977 : Yön sylissä
- 1978 : Syksyllä kaikki on toisin
- 1979 : Ihmemies
- 1985 : Hei kliffaa hei
- 1987 : Uuno Turhapuro – kaksoisagentti
- 1987 : Robotti von Rosenbergin tutkimukset (serie TV)
- 1990 : Vääpeli Körmy ja marsalkan sauva (miniserie TV)
- 1992 : Kauhun millimetrit
- 1992 : Back to the USSR – takaisin Ryssiin
- 1995 : Lipton Cockton in the Shadows of Sodoma
- 1997 : Vääpeli Körmy ja kahtesti laukeava
- 1998 : Johtaja Uuno Turhapuro – pisnismies (miniserie TV)
- 1999 : Sotamies Jokisen vihkiloma (telefilm)
- 2000 : Bad Luck Love
- 2000 : Hurmaava joukkoitsemurha
- 2001 : Aita (telefilm)
- 2003 : Mosku – lajinsa viimeinen
- 2004 : Uuno Turhapuro – This Is My Life
- 2004 : Populäärimusiikkia Vittulajänkältä
- 2007 : Suden vuosi
- 2007 : Miehen työ